# Julián Duranona
Róberto Julián Duranona Larduet (* 8. Dezember 1965 in Kuba) ist ein ehemaliger kubanischer und isländischer Handballspieler.
Der 2,02 m große Duranona wurde meist im linken Rückraum eingesetzt. 
Mit der Kubanischen Nationalmannschaft nahm er an der Weltmeisterschaft 1986 teil, wo diese den 15. von 16 Plätzen einnahm. Duranona wurde mit 50 Toren zweitbester Torschütze hinter dem Koreaner Kang Jae-won. Bei der Weltmeisterschaft 1990 landete er mit Kuba auf Platz 14 bei 16 Mannschaften, wurde allerdings mit 55 Treffern gemeinsam mit dem Russen Alexander Tutschkin Torschützenkönig. Insgesamt bestritt er 270 Länderspiele für Kuba.
Nach seinem Wechsel zum isländischen Klub KA Akureyri 1995 nahm er auch die isländische Staatsbürgerschaft an und absolvierte 61 weitere Länderspiele (202 Tore). 1997 wechselte er in die deutsche Handball-Bundesliga zum ThSV Eisenach, für den er in drei Jahren 426 Tore erzielte. Nach Stationen beim TuS N-Lübbecke und der HSG Wetzlar verließ er 2003 die Bundesliga Richtung Amateurbereich. Seine letzte bekannte Station war 2006 das spanische Castellón.
Julián Duranona lebt heute wieder auf Kuba, seine Frau und der gemeinsame Sohn in Deutschland.